# Thyra Bratt
Thyra Augusta Elisabeth Bratt, född Friberg den 19 november 1902 i Stockholm, död 13 juni 1994 i Stockholm, var en svensk politiker (Moderaterna) och kvinnosakskvinna. Hon var ledamot i Stockholms stadsfullmäktige. I sin yrkesverksamhet inom bankvärlden engagerade hon sig i frågan om lika lön för lika arbete.

## Biografi
Thyra Bratts far Oscar Andersson, var fastighetsmäklare och modern Gerda Andersson var född Friberg. Thyra Bratt gick i sjuårig flickskola. När hon var drygt 20 år hade familjen förlorat sin stora förmögenhet, och hon måste hjälpa till med försörjningen.
”Tyvärr kan jag inte skriva maskin men jag är mycket intresserad av bankens andra administrativa arbetsuppgifter och jag skall göra mitt yttersta för att lära mig att hantera dem”. Det var Thyra Bratts inledande ord, när hon sökte och fick plats på Skandinaviska Banken (senare Skandinaviska Enskilda Banken, SEB). Hon anställdes på ”Kupongavdelningen”, som klippte utdelningskuponger vid aktieutdelningar.
Thyra Bratt insåg, att om hon blev bankens snabbaste och bästa maskinskrivare, så skulle det innebära att hon inte kunde göra karriär. Kupongavdelningen, med både manlig och kvinnlig arbetskraft, var däremot en värld där minsta banktjänsteman kom i daglig kontakt med sådant som skapade stora förmögenheter. På Skandinaviska Banken mötte hon Gert Bratt. De gifte sig först 1928, då banken tillät att anställda kvinnor var gifta. De fick tre barn tillsammans.
Trots att Thyra Bratts arbetsinsats var lika god och av samma svårighetsgrad som de unga männens på avdelningen, fick hon tidigt vetskap om att hennes lön var avsevärt lägre. Det inspirerade henne till att börja arbeta för lika lön för lika arbete, ett engagemang som blev livslångt och banade vägen till Bankmannaförbundet och fackligt arbete. Under åren 1942–1955 var hon styrelseledamot i Svenska Bankmannaförbundet (nuvarande Finansförbundet) och vice ordförande i Stockholmsavdelningen.
Arbetet vid Skandinaviska Banken avslutade hon som kamrer vid bankens kontor på Erik Dahlbergsgatan år 1958. Enligt dåvarande avtal skulle kvinnor pensioneras vid 55 års ålder. Thyra Bratt erbjöds dock en tjänst vid Sveriges Kreditbank som chef och kamrer för inlåningsavdelningen på huvudkontoret vid Norrmalmstorg. Här arbetade hon fram till sin pension 1967.
Thyra Bratt avled 1994 och ligger begraven på Sandsborgskyrkogården i Stockholm.

### Politisk arbete
Parallellt med sitt fackliga arbete engagerade sig Thyra Bratt politiskt i Högern/Moderaterna under 1950-talet och framåt och blev snart invald i styrelser som Stockholmshögerns förbund, Högerns och senare Moderata Samlingspartiets kvinnoförbund. Hon var också medlem i Moderata Samlingspartiets förbundsråd åren 1974–1981.
Åren 1958–1973 var Thyra Bratt ledamot av Stockholms stadsfullmäktige. Här inriktade hon sina visionära insatser på Stockholms miljö och natur. Hon var kunnig, påläst, drivande och arbetade gärna över partigränser. Kraft och idéer hämtade hon från sina många uppdrag inom djurskydd och livsmedelshantering. Några exempel på hennes politiska insatser:
År 1961 lät socialdemokratiska borgarrådet Helge Berglund tippa orenat rötslam i Östersjön. Tidningsrubriker berättade att han borstade tänderna i det av slam kontaminerade vattnet för att visa att det var ofarligt. Endast Thyra Bratt och kommunisten/vänsterpartisten läkaren John Takman opponerade sig i stadsfullmäktige. De blev hånade men deras ansträngningar resulterade i att slamtippningen upphörde.
För att stora kryssningsfartyg enklare skulle nå Stockholms inre hamn planerades en sprängning av en led norr om Sandhamn. Thyra Bratt påtalade att området var viktigt för friluftslivet till sjöss. Dessutom skulle sprängningen påverka marina växter och yngelplatser för fisk under avsevärd tid. Sprängningen stoppades, men frågan har senare tagits upp flera gånger.
Thyra Bratt engagerade sig också i bevarandet av gamla kulturbyggnader. År 1962 ville borgarrådet Joakim Garpe, socialdemokrat, riva ”gamla äckliga Strandvägen”. De symmetriska byggnaderna från 1862–1897 blev kvar. År 1968 lyckades Thyra Bratt dock inte rädda Strindbergshuset vid Karlaplan och inte heller Sagerska husen på Hamngatan trots att hon i denna fråga samarbetade med författaren Per Anders Fogelström.
På 1960-talet planerades en motorled – Österleden – bland annat under södra Djurgården och med stora ventilationstorn. Thyra Bratts argument mot Österleden var att Stockholms läge på en halvö omöjliggjorde en avlastande ringled österut. En sådan skulle öka bebyggelsen i världens största skärgård och Stockholms viktigaste naturområde. Trafiken genom Stockholm City borde avlastas norr-, väster- och söderut. Det blev dock ingen tunnel under Djurgården. Ytterligare en miljöfråga var uppe år 1966, då Thyra Bratt motsatte att Stockholms dricksvatten skulle fluorideras. Hon fick senare medhåll av forskare.
Thyra Bratt fortsatte att kämpa för kommunala frågor även efter att hon lämnat stadsfullmäktige. Hon ställde upp som krönikör i tidningen Östermalmsnytt. Under rubriken ”Nytt från Stadshuset” drev hon sina hjärtefrågor, nu som en del av tredje statsmakten. I början av 1980-talet ledde hon också, som vice ordförande, kampanjen för att rädda innerstadens akutsjukhus. Både Sankt Görans och Sankt Eriks Sjukhus blev kvar.